# Jan Cornelisz Lichthart
Jan Cornelisz Lichthart (Holanda, ? — Brasil, 30 de novembro de 1646), também conhecido erroneamente como Johan Lichthart, Jean Cornesliz Lichthardt, John Lighthart ou João Corneles Coração-Brilhante, foi um Almirante e corsário neerlandês a serviço da Companhia Holandesa das Índias Ocidentais.
Distinguiu-se como mestre bucaneiro e batedor, atacando frotas espanholas e portuguesas no Caribe (Antilhas Neerlandesas) e na América do Sul, particularmente ao longo da costa do atual Brasil até chegar ao posto de Almirante durante as Guerra Luso-Holandesas no Brasil dando suporte em várias invasões. Seu nome inspirava medo e excelência nas guerras navais Luso-Holandesas contra o Exército Português.

## Biografia
Lichthardt, que morou anos em Lisboa e também falava português, desempenhou um importante papel na luta dos holandeses pela possessão do Brasil a partir de 1630. Jan Lichthart conquistou e tomou São Luís dos portugueses em 1641 e em Tamandaré, em 9 de Setembro de 1645, uma frota sob seu comando destruiu uma esquadra portuguesa inteira comandada por Jerônimo Serrão de Paiva e capturou o  mesmo. e capturou o Bastião chamando-o de Castelo Ceulen em homenagem ao seu conselheiro Matthijs Van Ceulen, o que depois se chamaria Fortaleza dos Reis Magos após a reconquista portuguesa. Em 1630, derrotou uma esquadra de corsários de Dunquerque, seguindo em uma batalha campal de oito horas.
O almirante Jan Lichthart foi um dos grandes heróis da Holanda, veterano da marinha de guerra da Casa de Orange-Nassau, que havia invadido o Brasil à serviço do conde João Maurício de Nassau. Foi sempre estimado e temido estrategista, obtendo sucesso em várias batalhas navais contra os portugueses no Brasil ajudando a invadir os estados da Bahia, Rio Grande do Norte (Fortaleza dos Reis Magos), Alagoas, Rio de Janeiro e Maranhão (onde assaltou e invadiu velozmente a ilha de São Luís). Foi um dos grandes almirantes a serviço da West-Indische Compagnie ou WIC (Companhia Holandesa das Índias Ocidentais) ao lado do Almirante Hendrick Lonck e do general de infantaria marinha Sigismundo de Schkoppe na invasão de Pernambuco contra o herói Filipe Camarão e conduziu o Coronel Crestofle d'Artischau Arciszewski na invasão da Paraíba. Jan Lichthart Foi um dos grandes nomes na batalha de Penedo, onde veio a falecer em 30 de novembro de 1646, próximo ao Rio São Francisco, após "beber água fria quando estava muito acalorado". Atormentou o portugueses nas invasões à Tamandaré, à Forte Cabedelo, ao Rio Grande do Norte, à Olinda e foi o pavor nos mares da Batalha de Guararapes. Tripulava os grandes navios galeões holandeses Utreque e Zelândia, sempre temidos pela marinha portuguesa.

## Participações
- Nova Holanda
- Invasões holandesas no Brasil
- Forte dos Reis Magos
- Batalha de Penedo
- Guerra Luso-Holandesa
- Arraial Velho do Bom Jesus
- Cidade Maurícia
- Batalha dos Guararapes
- Batalha em Tamandaré
- Invasão holandesa em São Luís
- Invasão a Salvador
- Invasão do Rio Grande do Norte
- Batalha de Forte de Santa Catarina do Cabedelo